# Barry-d’Islemade
Barry-d’Islemade ist eine Gemeinde im Südwesten Frankreichs im Département Tarn-et-Garonne in der Region Okzitanien. Sie hat 931 Einwohner (Stand: 1. Januar 2022), gehört zum Arrondissement Castelsarrasin und ist Mitglied im Gemeindeverband Communauté de communes du Pays de Lafrançaise. Die Einwohner werden Barriens und Barriennes genannt.

## Geographie
Barry-d’Islemade liegt in der Région naturelle Quercy Blanc am Zusammenfluss von Aveyron und Tarn. Das Gemeindegebiet wird überdies vom Ruisseau de Maribenne, dem Ruisseau de Payrol, dem Ruisseau de Gaillardie, dem Ruisseau de Guignès und verschiedenen anderen kleinen Wasserläufen entwässert. Die Gemeinde ist etwa 11 Kilometer nordwestlich von Montauban entfernt. 
Ein Teil des Gemeindegebiets gehört zum Naturschutzgebiet „Vallées du Tarn, de l’Aveyron, du Viaur, de l’Agout et du Gijou“ im Rahmen des Natura 2000-Netzwerks.
Umgeben wird Barry-d’Islemade von den Nachbargemeinden Meauzac im Norden und Westen, Lafrançaise im Norden und Nordosten, Villemade im Osten, Albefeuille-Lagarde im Süden und Südosten sowie La Ville-Dieu-du-Temple im Süden  und Südwesten.

## Bevölkerungsentwicklung

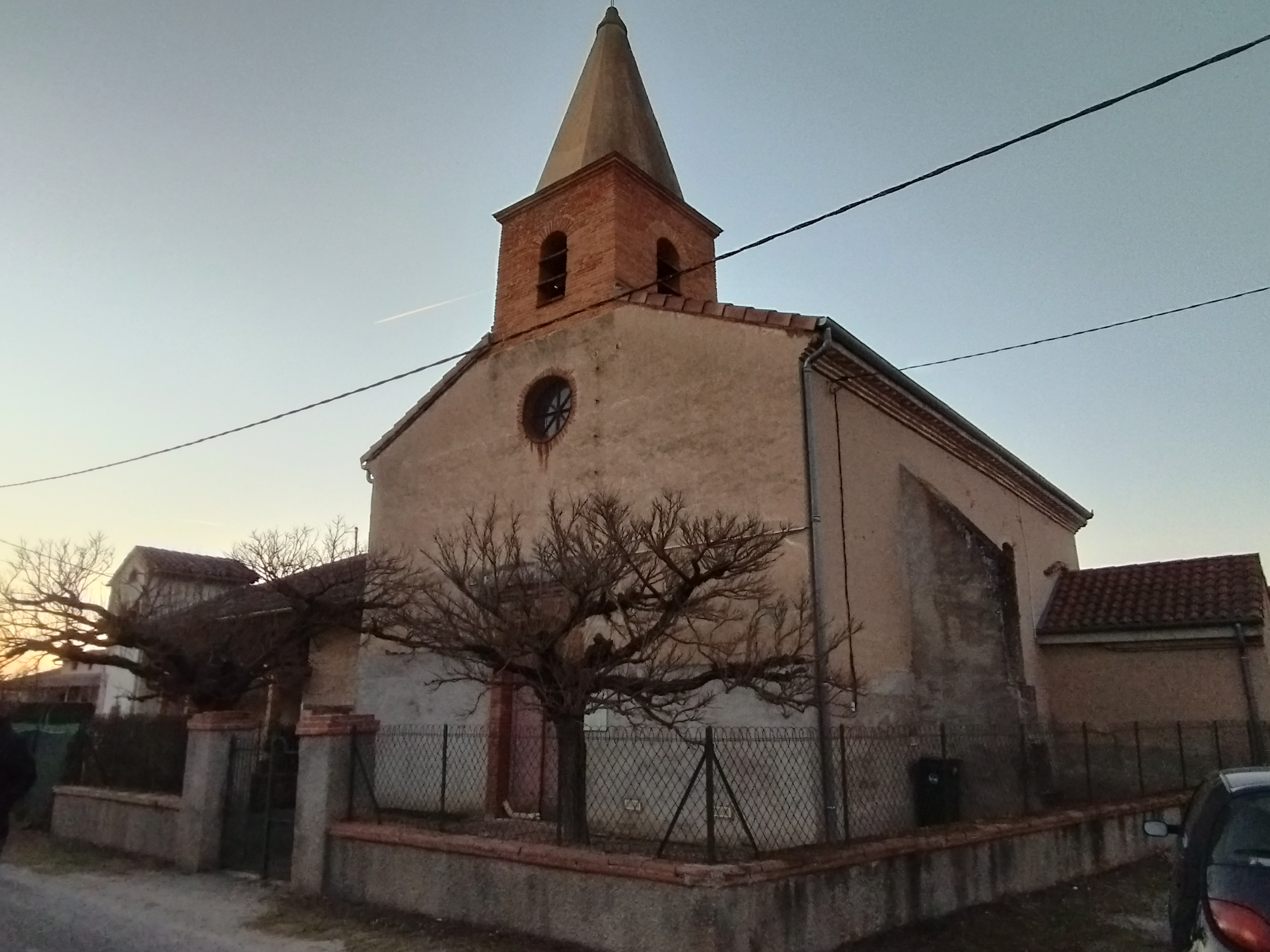
Pfarrkirche Sainte-Madeleine

| 1962                       | 1968 | 1975 | 1982 | 1990 | 1999 | 2006 | 2013 | 2020 |
| 471                        | 464  | 448  | 507  | 562  | 573  | 760  | 903  | 936  |
| Quellen: Cassini und INSEE |      |      |      |      |      |      |      |      |

## Sehenswürdigkeiten
- Katholische Pfarrkirche Sainte-Madeleine, gegen 1754 neu gebaut
- Protestantische Kirche, gegen 1859 neu gebaut, seit 2015 als Monument historique eingeschrieben
- Schloss aus dem 19. Jahrhundert mit Park, Garten, Orangerie und Brunnen